# Anne de Lévis
Pour les articles homonymes, voir Lévis (homonymie).
Anne de Lévis, 2e duc de Ventadour (vers 1569 - 8 décembre 1622), est un militaire français.

## Biographie
Anne de Lévis est le deuxième fils de Gilbert III de Lévis, comte puis 1er duc de Ventadour, baron de Cornillon et pair de France, et de Catherine de Montmorency, fille du connétable Anne.
Lorsqu'il succède à son père Gilbert III de Lévis, en 1591 comme gouverneur du Limousin, Anne de Lévis s'était déjà illustré en Flandres en 1581 auprès du duc d'Alençon.
Anne de Lévis était un ardent partisan d'Henri IV : il écrasa des forces de la Ligue à Limoges, puis encore en 1591 près de Souillac dans le Quercy. En août 1594 il entreprend le siège de la ville du Puy avec quatre à cinq mille soldats, mais se retire après quelques semaines.
Il fut également comte de La Voulte, pair et lieutenant-général pour le roi Henri IV en Languedoc. Il est fait chevalier de l'ordre du Saint-Esprit à la promotion du 2 janvier 1599.

### Mariage et descendance
Il épousa le 13 juin 1593, à Alès, Marguerite de Montmorency (1572-1660), sa cousine germaine, fille d'Henri Ier de Montmorency, connétable de France, et d'Antoinette de La Marck, fille elle-même de Robert IV de La Marck. Trois de leurs fils furent successivement évêque de Lodève. Elle lui donne :
- Henri de Lévis , troisième duc de Ventadour, (1596-1680) ;
- Charlotte de Lévis (1597-1619) ;
- Charles de Lévis (1600-1649), évêque de Lodève, puis quatrième duc de Ventadour, père du cinquième duc Louis-Charles de Lévis ;
- François de Lévis († 1625), évêque de Lodève ;
- François Christophe de Lévis (ca 1603-1661) ;
- Anne de Lévis de Ventadour († 1662), évêque de Lodève puis archevêque de Bourges,
- Louis Hercule de Lévis de Ventadour († 1679), évêque de Mirepoix,
- Marie-Françoise de Lévis de Ventadour (†1649 ou 1650), abbesse de l'abbaye d'Avenay, elle avait été mise, encore enfant, au couvent de Chelles, puis nommée coadjutrice de Françoise de la Marck, abbesse d'Avenay, sa tante maternelle. Elle y devient abbesse en 1608, puis permute son abbaye contre celle de Abbaye de Saint-Pierre-les-Nonnains de Lyon en 1610[2].